# إيما راندال
إيما راندال (بالإنجليزية: Emma Randall) (5 يونيو 1985 بملبورن في أستراليا - ) هي لاعبة كرة سلة أسترالية في مركز الوسط، شاركت في الألعاب الأولمبية الصيفية 2008. ولعبت مع Logan Thunder (WNBL) ‏.

## وصلات خارجية
- إيما راندال على موقع الاتحاد الدولي لكرة السلة (الإنجليزية)
- إيما راندال على موقع كرة السلة الأوروبية.كوم (الإنجليزية)
- إيما راندال على موقع كرة السلة الأوروبية.كوم (الإنجليزية)
- إيما راندال على موقع سبورتس رفرنس (الإنجليزية)
- إيما راندال على موقع أوليمبيديا (الإنجليزية)
- إيما راندال على موقع اللجنة الأولمبية الأسترالية (الإنجليزية)